# 泰特里茨卡羅市鎮

41°33′N 44°28′E / 41.550°N 44.467°E
泰特里茨卡羅市鎮，是格魯吉亞東南部下卡尔特利大区的市镇，行政中心为泰特里茨卡羅。市镇面積为1,175平方公里，2002年人口数量为21,127人，人口密度每平方公里18人。